# مس مونوسولفید
مونوسولفید مس (به انگلیسی: Copper monosulfide) با فرمول شیمیایی CuS یک ترکیب شیمیایی با شناسه پاب‌کم ۱۴۸۳۱ است. که جرم مولی آن 95.611 g/mol می‌باشد. شکل ظاهری این ترکیب، پودر سیاه است.